# DUKW-353

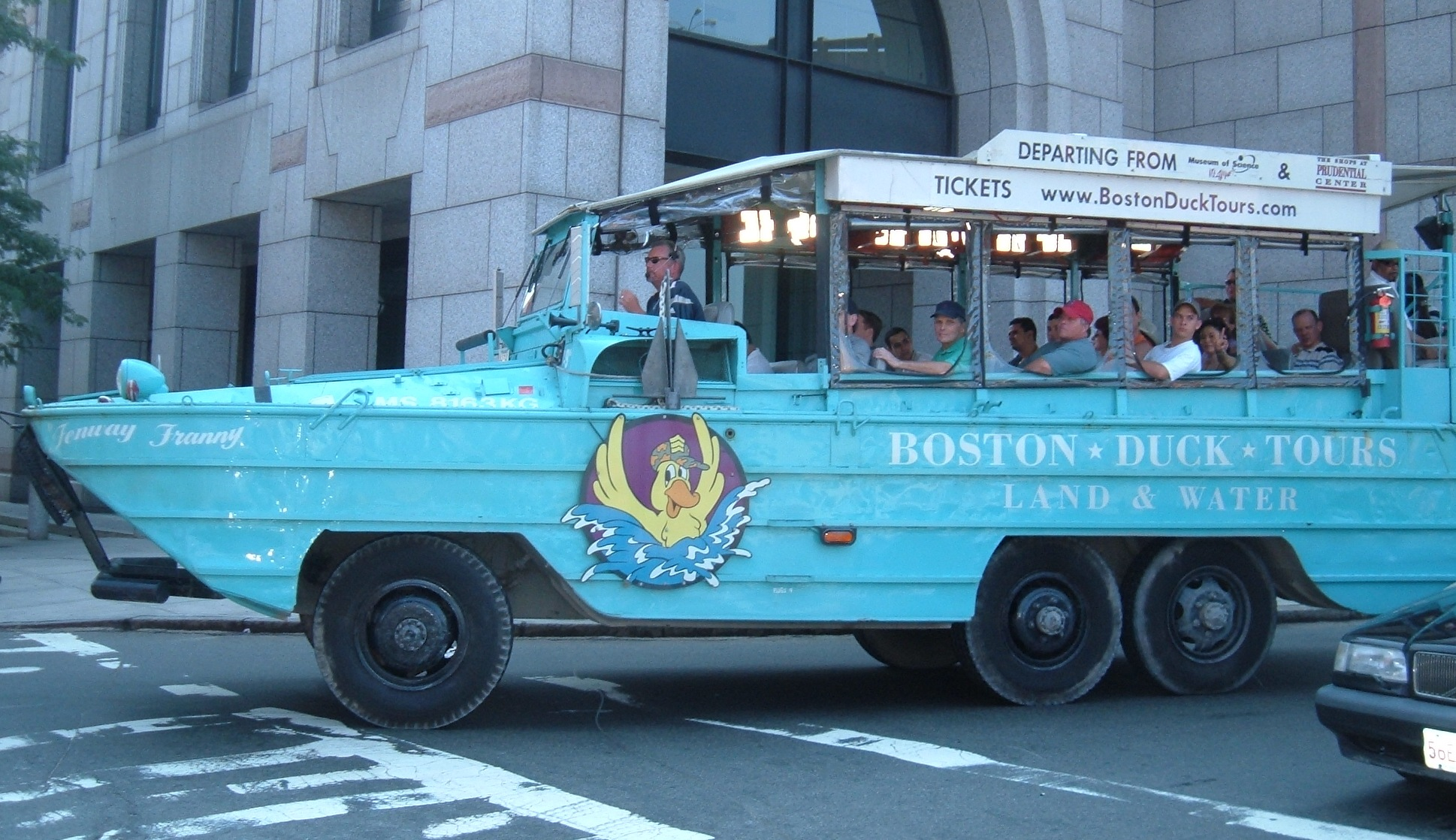
Послевоенное мирное использование в качестве экскурсионного автобуса

Амфибийное транспортное средство DUKW-353 (неофициальное словесное название — Duck, с англ. — «утёнок»).
Выпуск этой машины был начат в апреле 1941 года концерном «Дженерал Моторс» совместно с нью-йоркской судостроительной фирмой «Спаркмен и Штефенс». С этой машиной многое было впервые. Впервые серийно выпускался грузовой автомобиль-амфибия, впервые все мосты были оснащены односкатными колёсами, идущими след в след и не создающими дополнительного сопротивления движению, впервые они оснащались специальными десятислойными эластичными шинами, допускающими эксплуатацию и на пониженном давлении, что резко повышало опорную поверхность колеса и проходимость на слабых грунтах, впервые было сконструировано и применено к шасси № 2005 принципиальное новшество — централизованное управление давлением воздуха в шинах. Лодка не являлась несущей конструкцией — внутри корпуса находилось обычное шасси ACKWX 353 с незначительными изменениями узлов.
Поступал в Красную Армию из США по ленд-лизу в 1943-44 годах — 586 амфибий.
По данным официального сайта береговой охраны США, в ведении которой находятся все земноводные транспортные средства страны, на 25 июня 2002 года только в США 75 амфибий DUKW-353 используются в коммерческих целях и 140 — под государственной юрисдикцией на несудоходных водных путях.

## Технические характеристики
- Вес автомобиля с полным снаряжением 6500 кг
- Грузоподъёмность на суше 2250 кг
- Габаритные размеры:
- длина 9450 мм
- ширина 2515 мм
- колея 1616 мм
- Наибольшая скорость движения: по суше 80 км
- Наибольшая скорость движения: по воде 10 км
- Тип двигателя-бензиновый (расход на 100 км по суше) 25 л
- Мощность 90 л/с